# A Fallen Star (film 1916)
A Fallen Star è un film muto del 1916 diretto da Cecil M. Hepworth.

## Trama
Un attore si mette a bere quando la moglie lo abbandona. La donna resta uccisa in un incidente stradale: la bambina della coppia viene adottata dal guidatore dell'auto che ne ha investito la madre.

## Produzione
Il film fu prodotto dalla Hepworth.

## Distribuzione
Distribuito dall'Ideal, il film uscì nelle sale cinematografiche britanniche nel marzo 1916.
Si conoscono pochi dati del film che si pensa sia stato distrutto insieme a gran parte dei film della compagnia nel 1924 dallo stesso produttore, Cecil M. Hepworth. Fallito, in gravissime difficoltà finanziarie, Hepworth pensava in questo modo di poter almeno recuperare il nitrato d'argento della pellicola.